# Juan Alvarez
Juan Alvarez (1905–?) argentin nemzetközi labdarúgó-játékvezető. Teljes neve: Juan José Alvarez.

## Pályafutása

### Labdarúgó-játékvezetőként

#### Nemzeti játékvezetés
Pályafutása során hazája legfelső szintű labdarúgó-bajnokságának játékvezetője lett.

#### Nemzetközi játékvezetés
Az Argentin labdarúgó-szövetség Játékvezető Bizottsága (JB) 1947-ben terjesztette fel nemzetközi játékvezetőnek, a Nemzetközi Labdarúgó-szövetség (FIFA) bíróinak keretébe. Több válogatott és nemzetközi klubmérkőzést vezetett vagy partbíróként tevékenykedett. Az aktív nemzetközi játékvezetéstől 1947-ben búcsúzott. Válogatott mérkőzéseinek száma:

#### Dél-Amerikai Bajnokság
Ecuador rendezte a 20., az 1947-es Copa América labdarúgó tornát, ahol a Dél-amerikai Labdarúgó-szövetség (CONMEBOL JB) bíróként foglalkoztatta. A bajnokság döntőjében 9 válogatott nevezett. Egy hónap alatt mindenki játszott mindenkivel. Szakmai felkészültségére jellemző volt, hogy 28 mérkőzésből egymaga 9 alkalommal dirigálhatta a játékot.

##### Copa América mérkőzés
| Időpont            | Helyszín                          | Mérkőzés típusa | Mérkőzés          | Eredmény | Nézők száma |
| ------------------ | --------------------------------- | --------------- | ----------------- | -------- | ----------- |
| 1947. december 2.  | George Capwell Stadion, Guayaquil | csoportmérkőzés | Uruguay–Kolumbia  | 2 : 0    | 20 000      |
| 1947. december 6.  | George Capwell Stadion, Guayaquil | csoportmérkőzés | Uruguay–Chile     | 6 : 0    | 20 000      |
| 1947. december 9.  | George Capwell Stadion, Guayaquil | csoportmérkőzés | Chile–Peru        | 2 : 1    | 15 000      |
| 1947. december 11. | George Capwell Stadion, Guayaquil | csoportmérkőzés | Chile–Ecuador     | 3 : 0    | 22 000      |
| 1947. december 13. | George Capwell Stadion, Guayaquil | csoportmérkőzés | Paraguay–Uruguay  | 4 : 2    | 18 000      |
| 1947. december 18. | George Capwell Stadion, Guayaquil | csoportmérkőzés | Paraguay–Bolívia  | 3 : 1    | 12 000      |
| 1947. december 23. | George Capwell Stadion, Guayaquil | csoportmérkőzés | Paraguay–Chile    | 1 : 0    | 5 000       |
| 1947. december 25. | George Capwell Stadion, Guayaquil | csoportmérkőzés | Argentína–Ecuador | 2 : 0    | 25 000      |
| 1947. december 29. | George Capwell Stadion, Guayaquil | csoportmérkőzés | Chile–Kolumbia    | 4 : 1    | 5 000       |

## Sikerei, díjai
FIFA az 1966-ban alapított International Referee Special Award - 1973-ban a nemzetközi játékvezetés hírnevének erősítése, hazájában 10 éve a legmagasabb Ligában (osztályban) folyamatosan tevékenykedő, eredményes pályafutása elismeréseként - címmel és oklevéllel tüntette ki.

## Külső hivatkozások
- Juan Alvarez. World Referee. [2012. június 7-i dátummal az eredetiből archiválva]. (Hozzáférés: 2011. március 14.)